# Scinax lindsayi
Scinax lindsayi é uma espécie de anfíbio da família Hylidae. Pode ser encontrada na Colômbia e Brasil.